# Adrian (Minnesota)
Adrian és una població dels Estats Units a l'estat de Minnesota. Segons el cens del 2000 tenia 1.234 habitants.

## Demografia
Segons el cens del 2000, Adrian tenia 1.234 habitants, 493 habitatges, i 330 famílies. La densitat de població era de 429,2 habitants per km².
Dels 493 habitatges en un 30,4% hi vivien nens de menys de 18 anys, en un 57,4% hi vivien parelles casades, en un 6,9% dones solteres, i en un 32,9% no eren unitats familiars. En el 30,6% dels habitatges hi vivien persones soles el 17,2% de les quals corresponia a persones de 65 anys o més que vivien soles. El nombre mitjà de persones vivint en cada habitatge era de 2,4 i el nombre mitjà de persones que vivien en cada família era de 3,01.
Per edats la població es repartia de la següent manera: un 25,3% tenia menys de 18 anys, un 5,8% entre 18 i 24, un 25,2% entre 25 i 44, un 21,2% de 45 a 60 i un 22,4% 65 anys o més.
L'edat mediana era de 40 anys. Per cada 100 dones de 18 o més anys hi havia 85,5 homes.
La renda mediana per habitatge era de 35.927 $ i la renda mediana per família de 44.125 $. Els homes tenien una renda mediana de 30.972 $ mentre que les dones 21.042 $. La renda per capita de la població era de 16.925 $. Entorn del 3,5% de les famílies i el 7,2% de la població estaven per davall del llindar de pobresa.

## Poblacions més properes
El següent diagrama mostra les poblacions més properes.